# کیم سه رون
کیم سه رون (کره‌ای: 김새론؛ ۳۱ ژوئیه ۲۰۰۰ – ۱۶ فوریه ۲۰۲۵)، بازیگر اهل کره جنوبی بود. او حرفهٔ خود را به عنوان بازیگر کودک در سن نه سالگی آغاز کرد و با فیلم‌های یک زندگی جدید (۲۰۰۹) و مردی از هیچ‌کجا (۲۰۱۰) به شهرت رسید. با رسیدن کیم به دوران نوجوانی، او در نقش‌های اصلی بیشتری بازی کرد که از جمله آن‌ها می‌توان به فیلم دختری در درب خانه‌ام (۲۰۱۴) اشاره کرد. او همچنین در مجموعه‌های تلویزیونی از جمله به صدای قلبم گوش کن (۲۰۱۱)، کلاس ملکه (۲۰۱۳) و عشق در دبیرستان (۲۰۱۴) ایفای نقش کرد. اولین نقش اصلی بزرگسال او در مجموعه تلویزیونی آیینه جادوگر (۲۰۱۶) بود.

## اوایل زندگی و تحصیلات
کیم سه رون زادهٔ ۳۱ ژوئیه ۲۰۰۰ در سئول، کره جنوبی است. او دو خواهر کوچکتر به نام‌های کیم آه رون و کیم یه رون دارد که آن‌ها نیز بازیگر هستند. در مدرسه ابتدایی می‌یانگ در سئول تحصیل کرد و در فوریه ۲۰۱۶ از مدرسه راهنمایی یانگ‌ایل در ایلسان فارغ‌التحصیل شد. سپس تحصیل در مدرسه هنرهای نمایشی سئول را آغاز کرد. در سال ۲۰۱۸، کیم در دپارتمان هنرهای نمایشی و مطالعات فیلم دانشگاه چونگ آنگ پذیرفته شد.

## حرفه

### ۲۰۰۱–۲۰۱۴: آغاز حرفه به عنوان مدل کودک و انتقال به بازیگری
کیم سه رون در سال ۲۰۰۱ حرفهٔ خود را به عنوان مدل کودک آغاز کرد.
اولین نقش بازیگری کیم در فیلم یک زندگی جدید محصول سال ۲۰۰۹ بود که توسط کارگردان فرانسوی کره‌ای، اونی لِکُنت ساخته شد و به‌طور آزادانه از زندگی او الهام گرفته بود. کیم در این فیلم نقش شخصیت اصلی، دختری نه ساله به نام جین هی را بازی کرد که پس از ازدواج مجدد پدرش، در یتیم‌خانه رها می‌شود و بعدها توسط یک زوج فرانسوی به فرزندخواندگی پذیرفته می‌شود. کیم در جشنواره فیلم کن حضور داشت زمانی که فیلم در آنجا به‌طور ویژه نمایش داده شد و او تبدیل به جوان‌ترین بازیگری شد که به این جشنواره دعوت می‌شد.

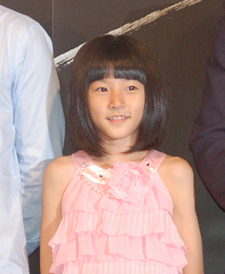
کیم در سال ۲۰۱۰

سپس او در فیلم مردی از هیچ‌کجا همبازی وون بین شد که پرفروش‌ترین فیلم در کره جنوبی در سال ۲۰۱۰ بود. کیم در این فیلم نقش جونگ سو می، دختر یک معتاد به هروئین را بازی کرد که توسط یک باند جنایتکار ربوده می‌شود. در حین فیلمبرداری، او فقط اجازه داشت صحنه‌های خود را از روی مانیتور مشاهده کند. کیم برای دو نقش اول خود جوایز زیادی از جمله بهترین بازیگر تازه‌کار زن در جوایز فیلم کره‌ای و جوایز فیلم بوایل را به‌دست‌آورد.
در سال ۲۰۱۱، کیم در فیلم جنایی دیگری به نام من یک پدر هستم بازی کرد و نقش دختر کیم سونگ وو را ایفا نمود. سپس اولین نقش تلویزیونی خود را در مجموعه تلویزیونی به صدای قلبم گوش کن به عهده گرفت و نقش نسخه جوان‌تر شخصیت هوانگ جونگ اوم را بازی کرد. او در چهار قسمت اول این مجموعه حضور داشت و بازی‌اش از سوی منتقدان تلویزیونی مورد تحسین قرار گرفت. نقش بعدی او در فیلم درام باربی بود که در آن با خواهرش آه رون همبازی شد. این فیلم دربارهٔ فرزندخواندگی بین‌المللی است و اولین فیلم کره‌ای بود که در جشنواره بین‌المللی فیلم جیفونی در سال ۲۰۱۲ جایزه بهترین فیلم را برد. سپس کیم در فیلم دلهره‌آور همسایه‌ها نقش دوگانه‌ای ایفا کرد و هم نقش قربانی قتل و هم هدف بعدی قاتل سریالی را بازی کرد.

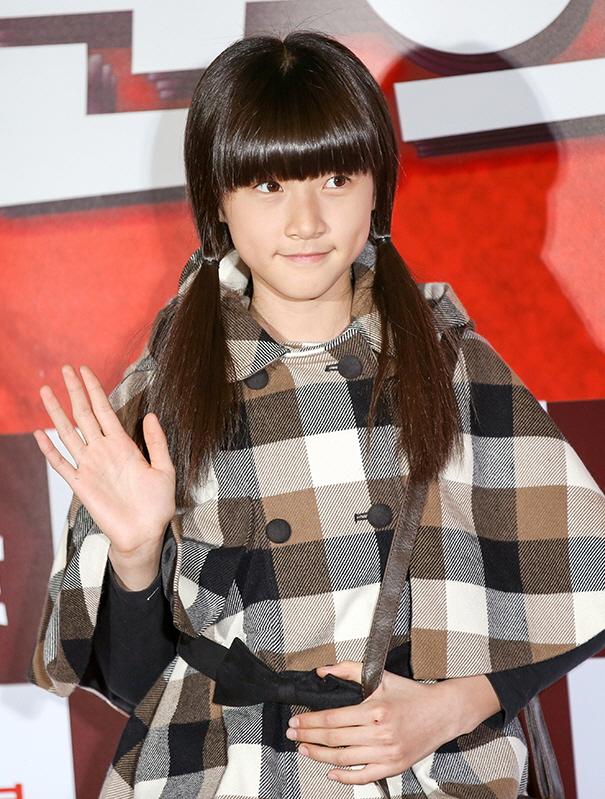
کیم در دسامبر ۲۰۱۲

در سال ۲۰۱۳، کیم در مجموعه تلویزیونی کلاس ملکه نقش یک دانش‌آموز را بازی کرد که این نقش باعث شد جایزه بهترین بازیگر زن جوان را در جوایز درامای ام‌بی‌سی ۲۰۱۳ به‌دست‌آورد (که این جایزه همراه با سه بازیگر دیگر به اشتراک گذاشته شد).

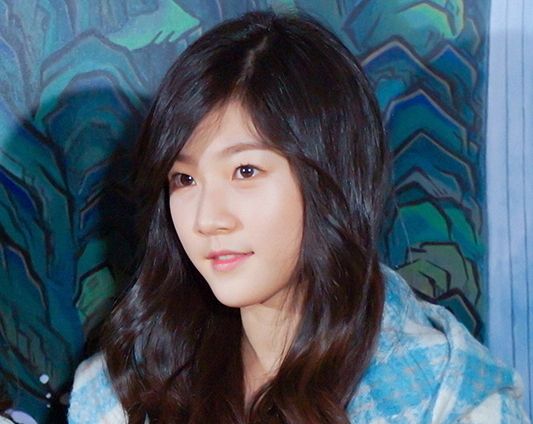
کیم در فوریه ۲۰۱۴

در یک مصاحبه در سال ۲۰۱۴، مدیر برنامه‌های کیم گفت که او «چشم خوبی برای انتخاب فیلم‌نامه‌های خوب دارد که این باعث شده تا در سنین پایین بتواند پروژه‌های خود را انتخاب کند». کیم همچنین بیان کرد که هیچ وقت در پذیرش نقش‌های دشوار مشکلی نداشته و همیشه توانسته به تدریج خود را در شخصیت‌ها غرق کند. اولین نقش او در آن سال در فیلم مستند درام مان‌شین: ده هزار روح بود که در آن نسخه جوانی کیم گوم هوا، شمن معروف را بازی کرد. او سپس در فیلم دختری در درب خانه‌ام نقش دختری را بازی کرد که قربانی
قلدری و خشونت خانگی است. او این نقش را به دلیل علاقه‌اش به فیلم‌نامه و جذب شدن به شخصیت آن پذیرفت. کیم برای دومین بار به جشنواره فیلم کن رفت زمانی که فیلم در آنجا به عنوان انتخاب رسمی بخش نوعی نگاه به نمایش درآمد. بازی او مورد تحسین منتقدان قرار گرفت؛ ورایتی آن را «مسحورکننده» و توئیچ فیلم اشاره کرد که او در این فیلم لایه‌ها و عمق بیشتری نسبت به نقش‌های قبلی خود نشان داده است. کیم نامزد جوایز زیادی شد و در نهایت جایزه بهترین بازیگر تازه‌کار زن را در سی و پنجمین جوایز فیلم اژدهای آبی و جوایز گلدن سینماتوگرافی را برنده شد. در همان سال، او در مجموعه تلویزیونی فانتزی رمانتیک عشق در دبیرستان در نقش یک فرشته که به انسان تبدیل می‌شود بازی کرد و همچنین در فیلم دلهره‌آور منهول نقش دختری ناشنوا که توسط یک قاتل سریالی ربوده می‌شود را ایفا کرد.

### ۲۰۱۵–۲۰۲۱: تحسین و انتقال به نقش‌های اصلی
در سال ۲۰۱۵، کیم در ویژه برنامه تلویزیونی دراما سیتی به نام جاده برفی نقش اصلی را بازی کرد. این درام دو قسمتی دربارهٔ «زنان آسایشگر» در دوران استعمار ژاپن بر کره در جنگ جهانی دوم بود و بعدها به عنوان فیلم در سینماها اکران شد. بازی کیم در نقش یک زن آسایشگر ۱۵ ساله مورد تحسین منتقدان و تماشاگران قرار گرفت و او جایزه بهترین بازیگر زن در فیلم خارجی در مراسم‌های جوایز خروس زرین و صد گل دریافت کرد. سپس او در مجموعه تلویزیونی ادامه دارد نقش اصلی را ایفا کرد و در مجموعه تلویزیونی وسوسه فریبنده نقش نسخه جوان‌تر شخصیت چوی کانگ هی را بازی کرد.
در سال ۲۰۱۶، او اولین نقش اصلی بزرگسالی خود را در مجموعه تلویزیونی آیینه جادوگر به عنوان یک شاهدخت نفرین‌شده در دوران چوسان بر عهده گرفت. شخصیت او رابطه‌ای عاشقانه با هو جون، که توسط یون شی یون بازی می‌شد و ۱۴ سال از کیم بزرگ‌تر بود، داشت.
در نوامبر ۲۰۱۶، کیم با وای‌جی انترتینمنت قرارداد امضا کرد.

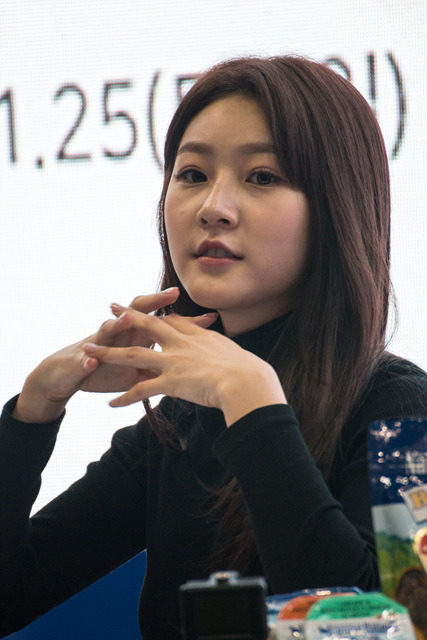
کیم در نوامبر ۲۰۱۷

در سال ۲۰۱۸، کیم در فیلم دلهره‌آور روستایی‌ها بازی کرد. در سال ۲۰۱۹، او در فصل چهارم مجموعه اینترنتی پلی‌لیست عشق نقش آفرینی کرد. همان سال، او در مجموعه تلویزیونی دلهره‌آور قدرت نفوذ که بر پایه مجموعه تلویزیونی آمریکایی با همین نام ساخته شده بود، حضور داشت.
در نوامبر ۲۰۱۹ گزارش شد که قرارداد کیم با وای‌جی انترتینمنت به پایان رسیده و او قصد دارد از این شرکت جدا شود. در ژانویه ۲۰۲۰، کیم به همراه بازیگران کیم سو هیون و سو یه جی با شرکت گلد مدالیست قرارداد امضا کرد.
در مه ۲۰۲۱، تأیید شد که کیم نقش اصلی زن را در مجموعه اینترنتی ۱۲ قسمتی شمن بزرگ گا دو شیم بازی خواهد کرد و نام دا روم نقش اصلی مرد را ایفا می‌کند.

### ۲۰۲۲–۲۰۲۴: حادثه رانندگی تحت تأثیر الکل، رکود حرفه‌ای و تلاش برای بازگشت
در آوریل ۲۰۲۲، او برای بازی در مجموعه تلویزیونی شبکه اس‌بی‌اس به نام ترولی انتخاب شد. اما در مه ۲۰۲۲ پس از تصادف با خودرو و وارد شدن اتهام رانندگی در حال مستی علیه او، از این پروژه کنار کشید.
در مه ۲۰۲۲، کیم در ناحیه گانگنام، سئول حدود ساعت ۸ صبح در حال رانندگی تحت تأثیر الکل بود که با چندین سازه از جمله ترانسفورماتور، نرده‌های حفاظتی و درختان خیابانی تصادف کرد. در نتیجهٔ این تصادف، ترانسفورماتور خراب شد و برق در حدود ۵۷ مکان، از جمله مغازه‌های اطراف، به مدت سه ساعت قطع شد که خساراتی به کسبه وارد کرد. روز بعد، آژانس او، گلد مدالیست بیانیه‌ای منتشر کرد و اعلام کرد: «کیم سه رون به شدت در حال تأمل و پشیمانی بابت اشتباه آشکار خود است. خسارات ناشی از تصادف تا حد ممکن جبران شده است. من تمام تلاشم را می‌کنم تا مسئولیت‌پذیری خود را تا پایان نشان دهم.»
در دسامبر ۲۰۲۲، کیم تصمیم گرفت قرارداد خود را با گلد مدالیست تمدید نکند.
در ۱۷ آوریل ۲۰۲۴، اعلام شد که کیم در تئاتر دونگ چی می بازی خواهد کرد. این اولین بازگشت او به عرصه بازیگری پس از این حادثه بود. اما در ۱۸ آوریل، برگزارکنندگان نمایش اعلام کردند که کیم به دلیل مشکلات سلامتی از پروژه کنار کشیده است.

### ۲۰۲۵: انتشار پسامرگی
آخرین فیلم‌های کیم، مرد گیتار و روز به روز قرار است پس از مرگ او در سال ۲۰۲۵ به نمایش درآیند. فیلم‌برداری مرد گیتار در پایان سال ۲۰۲۴ تمام شد و قرار است در مه ۲۰۲۵ اکران شود. روز به روز در نیمهٔ دوم سال ۲۰۲۱ فیلمبرداری شد و قرار بود در نیمهٔ اول ۲۰۲۲ منتشر شود. اما به دلیل مشکلات پس از تولید، از جمله حادثه رانندگی در حالت مستی کیم در مه ۲۰۲۲، اکران فیلم به تعویق افتاد و اکنون برنامه‌ریزی شده است که در سپتامبر ۲۰۲۵ در سینماهای کره جنوبی به نمایش درآید.

## مرگ
در ۱۶ فوریه ۲۰۲۵، کیم در خانه‌اش توسط دوستش در ناحیه سونگدونگ، سئول پیدا شد. او ۲۴ ساله بود. نتیجه تحقیقات صورت گرفته در فردای آن روز توسط مقامات پلیس مرگ او را خودکشی اعلام کردند. یک مراسم تشییع جنازه خصوصی برای او در مرکز پزشکی آسان در سئول در ۱۹ فوریه برگزار شد. کوان یونگ چان، رئیس یک گروه مدنی که برای جلوگیری از خودکشی در میان شخصیت‌های عمومی کار می‌کند، به خبرنگاران گفت که پدر کیم به او اطلاع داده است که او عمیقاً تحت تأثیر محتوای خشن منتشر شده در رسانه‌های اجتماعی قرار گرفته است که بخش‌هایی از زندگی خصوصی او را افشا می‌کند.

## ترانه‌شناسی
| عنوان                  | سال  | آلبوم           |
| ---------------------- | ---- | --------------- |
| «عبارت» (Phrase; 귀가) | ۲۰۱۲ | اواس‌تی همسایه‌ها |